# Perizoma fumosum
Perizoma fumosum là một loài bướm đêm trong họ Geometridae.